# Babur
Babur, (Andijan, danas Uzbekistan, 14. veljače 1483. – Agra, 26. prosinca 1530. ) bio je prvi vladar i osnivač Mogulskog Carstva. Proglasio se mogulom 27. travnja 1526. kada je osvojio Delhijski sultanat.
Babur je prvo vladao kraljevstvom Fergana, no od tamo su ga protjerali uzbekistanske vojskovođe.
Babur, čiji materinski jezik je bio turski, vladao je svojim trupama u današnjem centralnom Afganistanu, gdje mu uspijeva postati gospodarom Kabula. Iskušenje mu je bila bogata Sjeverna Indija. Zahvaljujući superiornosti u konjici i topništvu, Baburu uspijeva slomiti otpor sultana Ibrahima Kana Lodija u bitci kod Panipata 21. travnja 1526. i prvo osvojiti Punjab, a zatim i druge dijelove Sjeverne Indije.